# 祭伯
祭伯（音zhaì），姬姓，祭氏，名字已失考，春秋时期祭国的国君，周平王的卿士。
前722年12月，祭伯在不是奉了周天子命令的情况下，前往鲁国。